# Ken "Snakehips" Johnson
Kenrick Reginald Hijmans Johnson (10 de setembro de 1914 - 8 de março de 1941), popularmente conhecido como Ken "Snakehips" Johnson, foi um dançarino e líder de banda de jazz. Ele foi uma figura de destaque na música afro-britânica dos anos 30.

## História
Originalmente da Guiana Britânica, Johnson aos 15 anos foi enviado pelos pais para o Reino Unido, onde frequentou a Sir William Borlase's Grammar School, Marlow, Buckinghamshire.
Depois de se interessar por dança, procurou lições do coreógrafo americano Buddy Bradley. Foi no trabalho de dança que Johnson ganhou o apelido de "Snakehips", por seu "estilo fluido e flexível".
Ele visitou Nova Iorque em 1934 e foi inspirado a se tornar um líder de banda. Em 1936, Johnson foi convidado a liderar a banda de Leslie Thompson, antes de começar a sua própria, chamada "Ken Johnson and his Rhythm Swingers" (mais tarde renomeados "The West Indian Orchestra"), que tocavam jazz e swing e foi composta em grande parte por músicos das Índias Ocidentais. Os críticos os reconheceram como a primeira banda britânica a realmente 'balançar' ('swing') e Johnson declarou seu desejo de imitar americanos como Count Basie.

## Morte
Foi no Café de Paris subterrâneo, em 8 de março de 1941, durante o Blitz, que uma bomba explosiva de 50 quilos atravessou o telhado diretamente na pista de dança logo após o início de uma apresentação. A revista Time informou que a orquestra estava tocando Oh, Johnny, Oh Johnny, How You Can Love! quando o clube foi atingido.
Cerca de 80 pessoas ficaram feridas e pelo menos 34 foram mortas, incluindo Johnson, de 26 anos, que foi decapitado. Seu saxofonista, Dave "Baba" Williams, também foi morto.
Após a cremação de Johnson no Crematório Golders Green, suas cinzas foram colocadas em sua antiga escola, a Sir William Borlase's Grammar School, onde residem na capela da escola, juntamente com um painel dedicado a ele.
Em 2019, a BBC Radio 4 transmitiu um documentário no qual o guitarrista Joe Deniz descreveu como ele sobreviveu à tragédia no Cafe de Paris. O DNB observa que o significado de Johnson em manter a primeira banda afro-britânica estabelecida era social e musical.

"Seus músicos tiveram uma influência importante no jazz britânico que continuou além de sua morte, [enquanto] as realizações de Johnson forneceram um modelo para outros músicos negros seguirem".